# 潘泰人

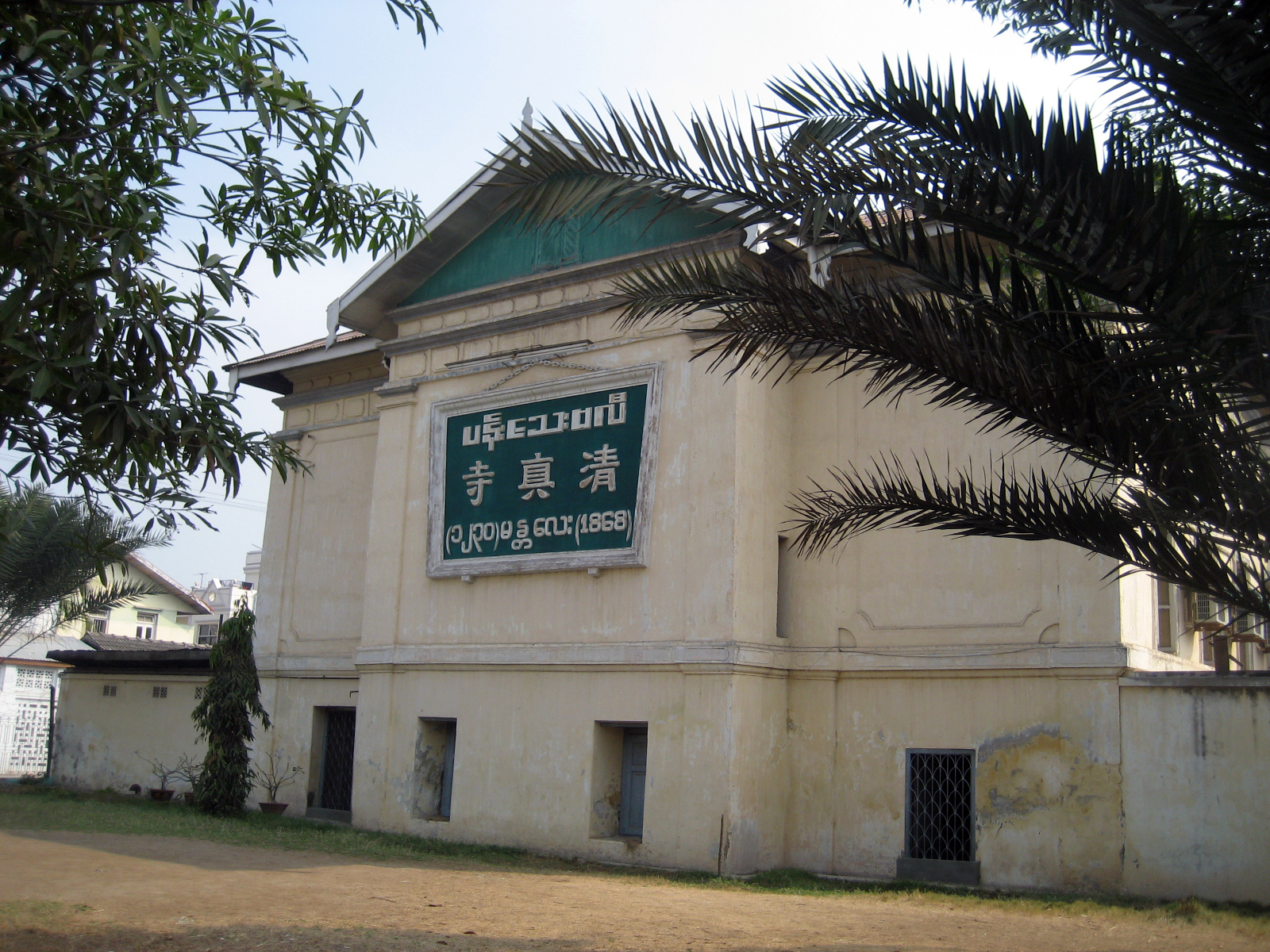
緬甸曼德勒的潘泰人清真寺

潘泰人是缅甸对居住在该国境内的中国回族穆斯林及其后裔的称呼。信仰伊斯兰教，潘泰人主要是清代因经商或者雲南战争的原因迁移到缅甸境内的云南回族穆斯林。主要居住在缅甸（曼德勒、當阳、東枝、佤邦班弄）、老挝和泰国北部地区。
元、明两代时，回族人陆续开始进入云南。他们多居坝区，由于人多地少，所以云南回族人多以经商为业，从事起云南澜沧江与缅甸之间的马帮贸易活动。于是渐渐有回族人开始在缅甸定居。19世纪中叶，云南爆发了针对清政府由杜文秀领导的云南回变。反叛失败后，杜文秀舊部馬靈驥率領回族穆斯林逃離雲南，落腳於卡佤山，建立起回族村鎮班弄。台湾学者林长宽认为“潘泰”一词即源于汉语“叛贼”（也有人説是波斯人）。但是潘泰人本身不用这一称呼，他们仍舊保留在中國時的自稱：“回族”或“回回”。

## 外部资料
- 圣城麦地那之声：云南回族-移居缅甸佤邦班弄小史
- 圣城麦地那之声：移居缅甸的云南回族